# Gelegenheit macht Liebe
Gelegenheit macht Liebe (A Guy Thing) ist eine US-amerikanische Filmkomödie von Chris Koch aus dem Jahr 2003.

## Handlung
Paul Morse soll in Kürze Karen Cooper heiraten, die Tochter seines Chefs. Nach seiner feuchtfröhlichen Junggesellenparty wacht er im Bett neben der „Tickytänzerin“ Becky auf. Er kann sich an nichts erinnern, aber alles deutet darauf hin, dass er und Becky Sex hatten. Schnell schleust er sie aus seinem Zimmer, denn Karen ist auf dem Weg zu ihm. Verzweifelt versucht er, Beckys Bikinihöschen verschwinden zu lassen, das sie vergessen hat. Kaum dass Karen wieder weg ist, befragt er Jim, was letzte Nacht passiert ist, doch auch er hat einen Riesenkater.
Als Paul am nächsten Tag auf dem Weg zur Arbeit ist, begegnet ihm zufällig Becky wieder, er fährt aber weiter ins Büro, wo sein zukünftiger Schwiegervater auf ihn wartet. Während Paul dort eine Präsentation geben soll, bemerkt er ein auffälliges Jucken zwischen seinen Beinen. Trotz versammelter Belegschaft kann er nicht still halten und flüchtet sich auf die Toilette. Da das Jucken und Brennen zunimmt, will er sich ein Mittel gegen Filzläuse aus der Apotheke holen, doch als ihm dort seine zukünftige Schwiegermutter begegnet, versucht er, die Situation herunterzuspielen.
Pauls Eltern Buck und Dorothy treffen zu den Feierlichkeiten bei Karens Eltern ein. Mit Entsetzen muss Paul feststellen, dass auch Becky zu den Gästen zählt, denn sie ist Karens Cousine. Damit Becky ihn nicht sieht, will Paul sich der Situation entziehen und versteckt sich im Bad unter dem Vorwand, dass es ihm nicht gut gehe. Trotzdem steht er ihr plötzlich gegenüber, doch auch sie tut so, als würde sie ihn zum ersten Mal sehen.
Paul will mit Becky allein reden und sucht sie im Musikladen auf, in dem sie zurzeit arbeitet. Sie gibt zu erkennen, dass sie nichts von ihrem gemeinsamen Abend verraten wird. Doch ihr ehemaliger Freund Ray hat Fotos von Becky und Paul in eindeutigen Posen. Er ist bei der Polizei und hat sie überwachen lassen. Nachdem er Paul bedroht hat, verlangt Karen von Paul, dass er den Überfall anzeigt. Als die Polizeibeamten die Personenbeschreibung zu Protokoll nehmen, beschreibt Paul einen Phantasietäter, damit man auf keinen Fall auf Ray kommt. 
Kurz darauf meldet sich Becky, da Ray auch ihr die Fotos gezeigt hat. Sie möchte, dass Paul ihr hilft die Negative aus Rays Wohnung zu holen. So treffen sie sich, als Ray Nachtschicht hat. Allerdings hat Ray einen bissigen Hund, den sie zunächst einmal überlisten müssen. Stolz auf ihren Erfolg vertreiben sie sich die Zeit miteinander und fahren durch die Nacht, doch Ray hat sie im Visier. Er stoppt Pauls Wagen und nimmt ihn fest, angeblich hatte er Rauschgift auf dem Beifahrersitz. Bei der Polizei ist Ray allerdings schon durch seine unlauteren Methoden aufgefallen und es wird intern gegen ihn ermittelt. So wird Paul wieder auf freien Fuß gesetzt und kommt so gerade rechtzeitig zum Probedinner für die Hochzeit. Allerdings ist er verkabelt, damit er auf diese Weise mithelfen kann Ray zu überführen. So sagt er selbst nicht viel. Sein Bruder Jim hält dagegen eine derartige Lobeshymne auf Karen, die vermuten lässt, dass er selbst in sie verliebt ist. Paul bekommt daher Zweifel, ob er Karen wirklich heiraten soll und fährt in seine Wohnung. Überraschenderweise trifft er dort auf Ray, der schon auf ihn wartet. Da Paul observiert wird, dauert es nicht lange und Ray wird abgeführt.
Am Tag der Hochzeit redet er mit Jim noch einmal auf der Toilette über die Nacht mit Becky. Karens Vater hört das ungewollt mit an, doch er meint nur zu Paul: Wir sind nun mal Jäger. Da der Priester ebenfalls von Pauls ominöser Liebesnacht mit Becky weiß, zögert er in seiner Ansprache die Zeremonie hinaus, sodass er Paul zu einer öffentlichen Beichte bewegen kann. Und am Ende stellt Paul fest, dass er und Karen nicht füreinander geschaffen sind und der Reverend sie nicht trauen sollte. Damit beflügelt er seinen Bruder Jim ebenfalls öffentlich zu bekennen, dass er Karen liebt. Er bittet Paul Karen heiraten zu dürfen und sie verlassen beide überglücklich die Kirche. Die Hochzeitsgesellschaft löst sich zögernd auf und Paul eilt Becky hinterher, die gerade in einem Taxi davonfährt. Das Taxi hält noch einmal an und Paul gibt, völlig außer Atem, Becky einen Kuss und sie fahren gemeinsam im Taxi davon.

## Kritiken
Kino.de schreibt sehr positiv: „Mit einer jungen, überzeugenden Schauspielerriege treibt Regisseur Chris Koch ("Schneefrei") genüsslich seinen Beziehungsspaß auf die Spitze. Für alle, die vor Entscheidungen stehen, dringend zu empfehlen!“
Jürgen Armbruster bei filmstarts.de vergibt 2 von drei möglichen Sternen und schreibt, man könne weder den Film empfehlen noch vor ihm warnen. Er kritisiert die mangelnde Originalität und die „meist zu offensichtlichen“ Gags. Auch wenn es „die ein oder andere Szene [gibt], über die sich herzhaft lachen lässt, [...][so] beschleicht einen über die komplette Spielzeit das Gefühl, dass hier mehr möglich gewesen wäre und einiges an durchaus vorhandenem Potenzial verschenkt wurde.“
Peter Travers schrieb in Rolling Stone vom 24. Januar 2003, die Fans von Julia Stiles, Selma Blair und Jason Lee sollten sich überlegen, ob sie die Schauspieler an den Tiefpunkten ihrer Karrieren sehen wollen.

## Hintergründe
Der Film wurde in Seattle und in Vancouver gedreht. Seine Produktionskosten betrugen schätzungsweise 20 Millionen US-Dollar. Der Film spielte in den Kinos der USA ca. 15,4 Millionen US-Dollar ein.